# Miloslav Stieber
Miloslav Stieber, křtěný Miloslav Ignác (16. února 1865 Slaný – 14. února 1934 Praha), byl český právník, profesor dějin soukromého a veřejného práva ve střední Evropě na právnické fakultě Univerzity Karlovy.

## Život
Studoval na piaristickém gymnáziu ve Slaném a na pražském Akademickém gymnáziu, které absolvoval roku 1883. Poté pokračoval studiem práv na Univerzitě Karlově, roku 1889 získal titul doktora práv. Právní praxi vykonával jako advokátní koncipient ve Slaném, kde se nakonec roku 1897 stal advokátem, Praze a Vídni. Za vídeňského pobytu bádal ve státních archivech, z čehož až o něco později vzešla studie o vlivu českého práva na rakouské poměry za doby vlády Přemysla Otakara II.
Roku 1902 se na české právnické fakultě habilitoval v oboru dějin německého práva a začal je přednášet, z advokacie však definitivně do akademické sféry přešel až v roce 1908, kdy byl jmenován mimořádným profesorem. O tři roky později byl jmenován profesorem řádným a převzal po Janu Jaromírovi Hanelovi stolici dějin německého práva, která byla po vzniku Československé republiky nahrazena dějinami veřejného a soukromého práva ve střední Evropě. Ty vyučoval společně s Karlem Kadlecem, zároveň se ale věnoval i některým tématům z československých právních dějin, jejichž ordinářem byl jinak profesor Kapras.
Vystupoval také ve veřejném prostoru, pro československou vládu vypracoval posudek o postavení Řádu německých rytířů v nových republikánských poměrech a hájil kontinuitu původního pražského vysokého učení s českou univerzitou, která byla vyjádřena v zákoně o poměru pražských univerzit z roku 1920. Kromě právních dějin jej ale zajímalo i platné právo, zejména se účastnil prací na osnově nakonec nepřijatého občanského zákoníku, který měl nahradit obecný zákoník občanský, a kde měl na starosti věcná práva. Jakožto člen národně socialistické strany byl delegován do Volebního soudu, v letech 1915–1916 a 1930–1931 byl děkanem právnické fakulty a měl se stát rektorem celé univerzity, čehož se však již nedožil. Lyonská univerzita mu v roce 1925 udělila čestný doktorát. Aktivně vystupoval na různých konferencích a byl členem České akademie pro vědy, slovesnost a umění, Královské české společnosti nauk a Učené společnosti Šafaříkovy. Kromě samostatných monografií často přispíval do odborných periodik jako byl Právník, Právnické rozhledy nebo Sborník věd právních a státních.

## Dílo
- K vývoji správy. Vliv českých živlů na správu v Dolních a Horních Rakousích a její význam pro rakouský exekuční proces (1901)
- Uhrazovací kapitál služebností a reálních břemen (1902)
- Ručení za škody z poklesků úřednických (1904)
- České státní smlouvy (1910)
- Soud hraniční (1914)
- Přehled dějin veřejného práva ve střední Evropě (1923)
- Dějiny soukromého práva ve střední Evropě (I. 1923, 1930)
- Dějiny veřejného práva ve střední Evropě (I. 1931, III. 1933)